# Carlos Primo López Piacentini
Carlos Primo López Piacentini (n. Capital Federal, 3 de diciembre de 1919 - Ciudad de Resistencia, Chaco, 20 de abril de 1988). Fue un historiador, escritor y profesor argentino. La Universidad Nacional del Nordeste, en reconocimiento a su importantísima labor lo declara doctor honoris causa, por Resolución N.º 316/95, el 24 de mayo de 1995.

## Biografía
El 3 de diciembre de 1919, nacía en Capital Federal, Carlos Primo López Piacentini, quien desde muy corta edad, en el año 1925, se radica en la ciudad de Resistencia, Chaco.
Trabajó en el diario El Territorio, en el que fue jefe de redacción, subdirector y director. En los últimos tiempos colaboró con el Diario Norte (Chaco).
Fue presidente de la Comisión de Museos del Chaco en 1958.
Dirigió el Boletín Oficial de la Provincia hasta 1976, cuando fue designado director del Archivo Histórico Provincial.
Publicó más de cien libros y folletos dedicados a la historia y cultura del Chaco.
Quienes estuvieron con él en El Territorio lo recordaban por su autoridad, severidad, contracción al trabajo, economía de palabras. Allí dejó los mejores años de su vida, mientras realizaba una incesante labor de hormiga para recopilar datos en un campo virgen e inexplorado que le permitieron publicar la Historia del Chaco en dos tomos, una obra liminar que merecería hoy, sin dudas, una reedición. Luego Editorial Región la popularizó y sintetizó en cinco tomos que hoy pueblan bibliotecas.
Su trabajo de recopilador lo llevó a incursionar en los temas más disimiles que sirvieron luego como puntapié para futuras investigaciones.
Metódico y ordenado, encontró en las columnas del Diario Norte la posibilidad de publicar algunas de sus obras por entregas semanales, al punto que tras su fallecimiento, varias semanas continuaron apareciendo sus trabajos que él adelantaba con una regularidad envidiable.
El 20 de abril se cumplió otro aniversario de su fallecimiento, a los 68 años, luego de una extensa trayectoria en las que dejó huellas imborrables y cuya memoria, perpetúan, entre otras cosas, un Colegio privado, una avenida de Resistencia, los dos tomos de la primera Historia del Chaco que se publicó y el escudo oficial de la provincia.
El resultado de las investigaciones y el tesonero trabajo de recopilación y publicación de datos e historia plasmados en las obras de López Piacentini, son valiosísimos aportes de los que se valen historiadores, antropólogos, docentes y alumnos de la región y del país. El Dr. Styg Ryden, Director del Museo de Gotemburgo, Suecia, le decía en una nota enviada en julio de 1948: “Soy muy agradecido por sus informaciones acerca de sus hallazgos interesantes sobre las barrancas del riacho Barranqueras, porque el Chaco es la zona menos conocida desde el punto de vista arqueológico en su patria...”
En cumplimiento del Decreto N.º 257 del 24 de octubre de 1955, el Gobierno de la Provincia del Chaco, “declara Escudo Oficial para la Provincia del Chaco, el proyectado por el señor Carlos P. López Piacentini”; el Artículo 2 de dicho decreto dice “Densele las gracias al autor del Símbolo Provincial por su concepción artística e histórica”.
Carlos López Piacentini, falleció en Resistencia, Chaco, el 20 de abril de 1988.
La Universidad Nacional del Nordeste, en reconocimiento a su importantísima labor lo declara doctor honoris causa por Resolución N.º 316/95, el 24 de mayo de 1995.

### Funciones y distinciones
- 1938 a 1947	Dibujante Técnico del Laboratorio de Entomología
- 1949 a 1953	Director del Museo Municipal de Resistencia.
- 1956		Director del Museo de la Biblioteca Rivadavia
- 1946 a 1953	Ayudante de Cátedra de Dibujo en la Facultad de Agronomía  - Universidad del 			Litoral (Corrientes).
- Director de Investigaciones del Instituto Popular de Estudios Chaqueños. 			Presidente de la Primera Asamblea Indigenista del Chaco.
- 1958		Director del Periódico Indigenista “Reivindicación”.
- 1950 a 1969	Jefe de Redacción y Subdirector de “El Territorio”. Vicepresidente de la 			Comisión de Museos, Monumentos y Lugares Históricos. Miembro 				        correspondiente del Instituto de Historia y del Instituto de Geografía de 			Corrientes. Miembro de la Junta de Historia del Chaco. Director del Boletín 			Oficial de la Provincia del Chaco. Fundador de la revista “Región”. Director del 		Archivo Histórico del Chaco. Profesor de la Universidad Popular de Resistencia. 		Fundador del Instituto Belgraniano del Chaco.
- 1955		Autor del Escudo de la Provincia del Chaco. Primer Premio de la 			Comisión Nacional de Cultura por su “Cronología Histórica del Gran 				Chaco” (inédita).
- 1982		Condecorado por la República de Italia con el grado de Caballero.
- 1987		Declarado ciudadano ilustre de Resistencia por Resolución 252 del Concejo 			Municipal.

## Obras publicadas
Entre 1947 y 1988
- “Chaco – Etimología del vocablo”, en colaboración con Juan Ramón Lestani,1947
- “Resistencia” (Monografía histórica), en colaboración con Juan Ramón Lestani, 1947
- “San Buenaventura del Monte Alto”, en colaboración con Juan Ramón Lestani, 1947
- “Hombres de Ciencia Vinculados al Chaco”, 1948
- “Área de Distribución de los Indios Tobas desde el Siglo XVI al XX” – 1949
- “El Chaco”, Adaptado a los Programas de la Instrucción Primaria (2º Grado) – 1949
- “Homenaje al 2º Centenario de la Fundación de la Reducción de Abipones “San Fernando del Río Negro”” – 1950
- “La Muerte del Capitán Solari”, 1951
- “Eduardo Ladislao Holmberg”, 1951
- “La Guerra de la Triple Alianza”, 1951
- “El Malón de la Sabana”, 1951
- “La Fauna Extinguida del Chaco. El Milodonte”, 1951
- “Lluvia de cenizas en el Chaco”, 1951
- “Combates Célebres en la Historia del Chaco- La Cangayé”, 1951
- “La Arqueología en los Aledaños de Resistencia”, 1951
- “Restos Fósiles en las Barrancas del Bermejo”, 1952
- Boletines de Divulgación” – Museo Municipal Regional – N.º S 1 al 11 1951 -1952
- “Combates Célebres en la Historia del Chaco, Napalpí”, 1952
- “El Escudo del Chaco”, 1952
- “Síntesis Biográfica de Enrique Lynch Arribálzaga”, 1952
- “La Fauna Prehistórica del Chaco”, 1953
- “Del Río Bermejo beberá el Norte Argentino”, 1956
- “El Caballo en la Historia del Chaco”, 1956
- “Efemérides Chaqueñas”, 1957, la primera publicada en el Chaco.
- “Los Estudios Etomológicos del Chaco”, 1958
- “Organización Institucional del Chaco”, 1958
- “Gringos” Epopeya de la colonización del Chaco; primera historia chaqueña realizada en colaboración con dibujante Humberto Horianski, 1960
- “El Espíritu Indigenista de la Revolución de Mayo”, 1960
- “Los Meteoritos del Campo del Cielo”, 1961
- “Los Estudios Botánicos en Chaco”, 1962
- “El Loco de los Yuyos”, Síntesis Biográficas de Nicolás Rojas Acosta, 1962
- “Provincia del Chaco”, 1963
- “Resistencia, Origen de su Nombre”, Historieta, 1963
- “Serie Riquezas Chaqueñas: “Las Piedritas”, “Petróleo”, “Quebracho”.
- “Oro Blanco”, El Algodón, 1968
- “La Capilla”, 1965
- “Chaco”, 1965
- “Aportes para una Historia de la Medicina Aborigen en el Chaco”¸1965
- “La Inmigración en la Argentina y en el Chaco-Colonización”, 1965
- “Antecedentes para una historia de la medicina en el Chaco”, 1965
- “Apuntes sobre la Ganadería Chaqueña”, Publicación de la UNNE, 1966
- “El Loco de los Bichos”, Biografía del Dr. Pedro C. L. Denier, 1966
- “¿Un Sambaquí Chaqueño?”, Publicación de la UNNE, Congreso Nacional de Antropología – 2.ª Parte, Resistencia, 1965
- “El Bastón de la Paz”, publicación de la UNNE, 1967
- “La Muerte de un Río”, 1968
- “Los Estudios Ictiológicos en el Chaco”, publicación del Museo del Chaco, 1968
- “Un Homenaje que no debe Olvidarse (El drama del aborigen chaqueño)”, 1968
- “Una Pionera de la Conquista del Chaco”- La Condesa, publicación de la revista de la Junta de Historia de Corrientes, 1968
- “El Chaco y su División Política”, 1968
- “Síntesis Histórica del Chaco”, X Congreso de Libreros, 1969
- “Hallazgos Únicos para la Ciencia Mundial”, publicación de la UNNE, 1968
- “Síntesis Biográfica del Dr. Augusto G. Schulz”, 1969
- “Historia de la Provincia del Chaco”, Tomo I – 288 páginas, 1969
- “Historia de la Provincia del Chaco”, Tomo II – 422 páginas, 1971
- “Un Homenaje que no debe olvidarse”, 2.ª Edición, 1970
- “La Isla del Cerrito – Capital del Chaco”, 1970
- “Ante el 86º Aniversario de Presidencia Roca”, 1970
- “Paykin, El Cacique de la Paz”, 1970
- “Juan R. Lestani, 1909 -1952”, 1970
- “El Nacimiento de la alas Chaqueñas – 50º Aniversario Aero Club del Chaco”, 1971
- “Hace 87 Años se creó la Municipalidad de Resistencia”, 1971
- “Resistencia, Origen de su Nombre”, 1972
- “Presencia Histórica del Ejército en el Centenario del Chaco”, 1972
- “¿Que se celebra en 1972?
- 1972 Año del Centenario de la Creación del Chaco”, 1972
- “Las Capitales del Chaco”, 1972
- “Navegando por las Rutas de la Historia”, Periódico Móvil 3 – N.º 8, 1973
- “Relatos Chaqueños” (Luces de la Selva), 1973
- “Nombres de Nuestra Tierra” (toponimia chaqueña) fascículos del 1 al 8, 1974
- “Asentamiento y Dominio del Suelo Chaqueño”, En Week-End – N.º 3 – 1974
- “Reducción de San Buenaventura del Monte Alto”, 1974 Cuaderno N.º 2 de Antecedentes Históricos del Chaco
- “Paykin y Matorras- Las Paces de 1774”, 1974
- “Vida, pasión y drama del oro blanco”, 1975
- “Manual Chaqueño”, 1.ª edición, 2º Edición, 1976
- “El Árbol del Fuego”, primer relato de ciencia ficción del Chaco, 1976
- “Isla del Cerrito. A 100 años de su Recuperación para el Territorio Nacional”, 1976
- “Policía de Territorios – 1885-1976”, 1976
- “Síntesis Histórica del Chaco”, 1976
- “Voces Aborígenes en el Ámbito Chaqueño y los Nombres de Nuestra Tierra”, 1977
- “El Padre de los Peces”, primer libro chaqueño de cuentos para chicos, 1977
- “Gringos”, en colaboración con H. Horianski, 1978
- “De San Fernando a la Resistencia”, 1978
- “Breve Historia Política y Económica del Chaco”, 1978
- “Historia de la Provincia del Chaco”, 5 volúmenes, 1- El Chaco Primigenio, 2- Los Fundadores, 3 – La Conquista del Desierto, 4- Los pioneros, 5– Chaco Territorio y Chaco Provincia, 1979
- “Yuchán”, 1980
- “El Capitán Engrillado - José María Avalos”, Separata, 1981
- “El Chaco y su División Política”, Separata
- “Itinerario Chaqueño en celeste y Blanco”, 1982
- “La Capilla” 2.ª Edición, 1982
- “Los Redentoristas en Chaco”, 1983
- “Pionero del Indigenismo Chaqueño - René James Sotelo”, 1983
- “Poblaciones Chaqueñas Desaparecidas - Guacará”, 1983
- “Los Centenarios del Chaco 1884 - 1984”, 1984
- “Chaco Aborigen”, 1984
- “El Palo Borracho, un árbol con Historia”
- “Club Villa San Martín - Sus primeros 50 años de vida”, 1985
- “Los que Estudiaron el Chaco”, Edición INTA Las Breñas, 1985
- “Concepción de la Buena Esperanza – 400 años”, Edición Oficial del Chaco, 1985
- “El Territorio: 65 años con el Chaco”, 1985
- “Chaco Insólito y Fantástico”, 1986
- “102º Aniversario de la Municipalidad de Resistencia”, 1986

### Obras Inéditas
- “Entre la Medicina y el Folklore”
- “Dr. Teodoro Meyer, el Botánico del Gran Chaco”
- “José Alumni, Historiador del Chaco”
- “Infierno en el Paraíso de los Pájaros”
- “El Chaco Indígena”
- “Un Chaco Asombroso”
- “70 millones de años nos contemplan”
- “Malón”
- “Monumentos, lugares y árboles históricos del Chaco”
- “El día que se ocultó el sol”
- “De Baucke a Rojas Acosta”
- “Guanacos en el Chaco”
- “Historia Política del Chaco”
- “Los que midieron las tierras del Chaco”
- “Historia y nomenclatura de las calles de la ciudad de Resistencia”

### Comisión Promotora del Doctorado
- Marcos A. Altamirano
- Héctor Azetti
- Antonio J. Bosch
- Roberto de Jesús Zalazar
- Ertivio Acosta
- Miguel Ángel Fernández
- Enrique Gamarra
- José Vázquez Gualtieri
- Luis Aguirre
- René Echeverría